# Rungi
Rungi (ros. Рунги) – wieś (dieriewnia) w Rosji, w Czuwaszji, w rejonie wurnarskim. W 2021 liczyła 174 mieszkańców.